# O-4 (Turkije)
De O-4, voluit Otoyol 4, is een 379 kilometer lange snelweg in de Turkse provincies Istanboel, Kocaeli, Sakarya, Düzce, Bolu en Ankara. De snelweg verbindt Istanboel met Ankara en is daarmee een van de belangrijkste verkeersaders van Turkije.
De O-4 begint in het Aziatische deel van Istanboel waar hij bij een knooppunt uit de O-1 ontstaat. Na een lang tracé eindigt hij in de O-20, de ringweg om Ankara.
Naast het feit dat de O-4 ook weleens bij zijn volledige naam (Otoyol 4) wordt genoemd, is het soms ook zo dat de naam Anadolu Otoyolu wordt gebruikt. De naam Anadolu Otoyolu betekent "Anatolische snelweg". Dit omdat het grootste deel van de snelweg door Anatolië loopt.
O-1 · 
O-2 · 
O-3 · 
O-4 · 
O-5 · 
O-6 · 
O-7 · 
O-20 · 
O-21 · 
O-21A · 
O-22 · 
O-30 · 
O-31 · 
O-32 · 
O-33 · 
O-50 · 
O-51 · 
O-52 · 
O-53 · 
O-54 · 
O-57